# Xerophaeus bicavus
Xerophaeus bicavus är en spindelart som beskrevs av Tucker 1923. Xerophaeus bicavus ingår i släktet Xerophaeus och familjen plattbuksspindlar. Inga underarter finns listade i Catalogue of Life.